# Nqobile Ntuli
Pour les articles homonymes, voir Ntuli.
Nqobile Ntuli né le 15 janvier 1996, est un joueur de hockey sur gazon sud-africain. Il évolue au poste d'attaquant au HC University of Pretoria et avec l'équipe nationale sud-africaine.
Son frère, Siphesihle Ntuli est entraîneur de hockey sur gazon,.

## Carrière

### Coupe du monde
- Premier tour : 2018

### Coupe d'Afrique
- : 2017[3], 2022

### Jeux olympiques
- Premier tour : 2020

### Jeux du Commonwealth
- Premier tour : 2018